# Pseudosquillopsis marmorata
Pseudosquillopsis marmorata är en kräftdjursart som först beskrevs av William Neale Lockington 1877.  Pseudosquillopsis marmorata ingår i släktet Pseudosquillopsis och familjen Parasquillidae. Inga underarter finns listade i Catalogue of Life.